# Monte Priora
El Monte Priora es una montaña en los Montes Sibilinos (Apeninos centrales), situado en la provincia de Fermo, región de las Marcas, Italia central. Representa el tercer pico por altura del grupo de los Sibilinos, después del monte  Vettore y Cima del Redentore. La cumbre del monte Priora también es conocido como Pizzo della Regina (Pico de la Reina).